# 유현수
유현수(1982년 4월 21일~)는 대한민국의 (前) 가수이자 배우이다.

## 학력
- 인덕대학교 방송연예과

## 출연작

### 드라마
- 《닥터 챔프》(SBS, 2010년) - 한기영 역
- 《떼루아》(SBS, 2008년) - 김준수 역
- 《종합병원 2》(MBC, 2008년) - 유정훈 역

### 영화
- 《강릉》(2023년) - 이광우 역
- 《늑대사냥》(2023년) - 형사 역

### 방송
- 《러브 트리 36.5》(On Style, 2009년)

### 뮤지컬
- 《진짜 진짜 좋아해》
- 《그리스》
- 《사랑은 비를 타고》
- 《패션 오브 더 레인》

### 연극
- 《내이름은 김삼순》

### 광고
- SK 텔레콤,
- 포스트 light up
- KT금호렌터카
- 농협카드
- 맥심

## 음반
- 《초월》(2005년)

## 수상
- 2009년 제3회 공주신상옥청년영화제 최우수연기상